# Pensiunan
Pensiunan is een bestuurslaag in het regentschap Kepahiang van de provincie Bengkulu, Indonesië. Pensiunan telt 6257 inwoners (volkstelling 2010).